# OXGR1
A 2-oxoglutarát-receptor 1 (OXGR1), más néven ciszteinilleukotrién-receptor E (CysL(CysLTE) vagy GPR99, a OXGR1 gén (más néven GPR99) gén által kódolt fehérje. Ezt nemcsak a 2-oxoglutarát, hanem a 3 ciszteinilleukotrién, különösen a leukotrién E4 (LTE4), az LTC4 és az LTD4 receptorának is tekintik. 2013-as tanulmányok szerint az OXGR1 az LTE4 által aktivált sejtreceptor, mely e sejtek allergiás- és túlérzékenységireakció-mediációját okozza.

## Történet
2001-ben egy G-protein-szerű receptorfehérjét kódoló génről számoltak be, melynek termékét árva receptornak sorolták be, és GPR80-nak nevezték el. A fehérje előrejelzett szekvenciája a P2Y1 purinerg receptorhoz hasonlított, így feltételezték, hogy ahhoz hasonlóan purinszármazékok receptora. 2002-ben egy másik beszámoló is e gént találta meg, feltételezték, hogy G-protein-receptort kódol, melynek szekvenciája a GPR91-hez és a P2Y1-hez hasonló, és a gént és a fehérjét GPR99-nek, illetve GPR99-nek nevezték el. Ez beszámolt bár arról, hogy a purinerg és más nukleotidok és ezek származékai nem aktiválják a GPR99-et, egy harmadik, 2004-es tanulmány szerint a GPR99-et tartalmazó sejtek két purinhoz, az adenozinhoz és az adenozin-monofoszfáthoz kötnek és ezekre válaszolnak, így szerzői a GPR99-et valós purinerg receptornak tekintették, és átnevezték a GPR99-et P2Y15-re. Azonban a Nemzetközi Gyógyszerészeti Unió (IUPHAR) P2Y-receptor-nómenklatúráért és -besorolásért felelős albizottsága 2004-ben úgy határozott, hogy a GPR80/GPR99 nem az adenozin, az AMP vagy más nukleotidok P2Y-receptora. Szintén 2004-ben egy újabb tanulmány kimutatta, hogy a GPR99-et tartalmazó sejtek reagálnak 2-oxoglutarátra. Ezt a IUPHAR elfogadta. A gént és fehérjéjét OXGR1-re és OXGR1-re nevezták át. Végül 2013-ban az OXGR1-tartalmú sejtekről kiderült, hogy CysLT-ket is kötnek. Noha erről további tanulmányokat és lehetséges klinikai fontosságot adott, nem okozta a GPR99 vagy annak fehérjéjének átnevezését.

## Gén és terméke
Az OXGR1 a 13q32.2 helyen található, elsősorban Gq alegységet tartalmazó G-protein-heterotrimerekhez kapcsolódó sejtbeli G-protein-kapcsolt receptort kódoló gén, mely aktiváló ligandumokkal sejtműködést aktiváló útvonalakat stimulál.

## Aktiváló ligandumai
Az OXGR1 a 2-oxoglutarát (α-ketoglutarát, AKG) és a CysLT-k receptora. A CysLT-k és az AKG relatív kötéserőssége az OXGR1-tartalmú sejtekhez: LTE4≫LTC4=LTD4>AKG. Az LTE4 akár pmol/l nagyságrendű koncentrációban is képes sejtválaszt aktiválni.

## Gátló ligandumai
Az OXGR1-et gátolja a montelukaszt, a ciszteinilleukotrién-receptor 1 klinikailag használt receptora. Ez a CysLTR1-hez köt, akadályozva az LTD4, az LTC4 és az LTE4 kötését és hatását. Feltehetően hasonlóan hat az OXGR1-re e ciszteinilleukotriének akadályozásában. Nem ismert, hogy más CysLTR1-receptor-blokkolók hasonlóan hatnak-e a montelukaszthoz az OXGR1 blokkolásában.

## Expresszió
OXGR1-mRNS-tartalom alapján a GPR99-et legnagyobb mennyiségben a humán vese, a placenta, a magzat agya, az allergiás és hiperérzékenységi reakciókban résztvevő szövetek, például a trachea, a nyálmirigyek, az eozinofilek, a köldökzsinórvérből származó masztociták és az orrnyálkahártya, különösen annak vascularis simaizma expresszálják. Egerekben az Oxgr1-et a vesék, a herék és a simaizom expresszálják.

## Funkció
Az OXGR1-et az LTE4 a többi CysLT-receptornál, a CysLTR1-nél és CysLTR2-nél – az LTD4 és LTC4, de nem az LTF4 feltételezett fiziológiás receptorainál – kisebb koncentrációban aktiválja. Tehát az LTE4 hatását nagyrészt az OXGR1 mediálja. Több tanulmány megerősíti ezt: a tengerimalac-trachea és a humán bronchialis simaizom LTE4-gyel való kezelése növeli a hisztaminra adott kontrakciós válaszokat; az LTE4 ugyanolyan hatásos, mint az LTD4 és az LTC4 a vascularis szivárgás kiváltásában a tengerimalacok és emberek bőrébe jutva; az LTE4 belégzése asztmás alanyok által növeli az eozinofilok és bazofilok számát a bronchialis nyálkahártyában; a CysLTR1- és CysLTR2-hiányos egerek interdermalis LTC4-re, az LTD4-re és az LTE4-re is ödémás választ adtak, de csak az LTE4 volt hatásosabb a vad típusú egerekhez képest, és a CysLTR1-, CysLTR2- és Oxgr1-hiányos egerek nem mutattak ödémát LTC4-re, LTD4-re vagy LTE4-re.
Az Oxgr1-/- knockout egerekben 82% penetranciával spontán otitis media alakul ki a humán betegség sok jellemzőjével, így az Oxgr1-/- egér jó modell lehet a humán fül patológiájával való összehasonlításra.
Az OXGR1 a hidrogén-karbonát (HCO−3) szekrécióját és a NaCl reabszorpcióját is szabályozhatja egérvesékben sav-bázis stressz esetén: az OXGR1-knockout egerek veséje nem reagált a 2-oxoglutarátra a hidrogén-karbonát-NaCl-csere erősítésével, és gyengébb sav-bázis-egyensúly-fenntartást mutattak.

## Klinikai jelentőség
A montelukaszt számos betegség, például az asztma, az edzésindukált bronchoconstrictio, az allergiás rhinitis, a primer diszmenorrea és az urticaria kezelésére használatos. Feltehetően a hatását a CysLTR1-gyel szembeni antagonista hatása okozza, vagyis köti, de nem aktiválja azt, csökkentve az LTD4, az LTC4 és az LTE4 hatását annak CysLTR1-kötését akadályozva (a ciszteinilleukotrién-receptor 2-t nem blokkolja). Az LTE4 és LTD4 OXGR1-kötését megakadályozó, 2013-ban felfedezett hatása alapján a montelukaszt jótékony hatása az OXGR1 blokkolásával is érvényesülhet.

## Fordítás
Ez a szócikk részben vagy egészben  az   OXGR1 című angol Wikipédia-szócikk ezen változatának fordításán alapul.  Az eredeti cikk szerkesztőit annak laptörténete sorolja fel. Ez a jelzés csupán a megfogalmazás eredetét és a szerzői jogokat jelzi, nem szolgál a cikkben szereplő információk forrásmegjelöléseként.